# Bouguer (månekrater)
Bouguer er et nedslagskrater på Månen. Det befinder sig på Månens forside langs den sydlige kant af månehavet Mare Frigoris. Det er opkaldt efter den franske matematiker og franske Pierre Bouguer (1698 – 1758).
Navnet blev officielt tildelt af den Internationale Astronomiske Union (IAU) i 1935. 
Observation af krateret rapporteredes første gang i 1834 af Johann Heinrich von Mädler. 

## Omgivelser
Bouguerkrateret ligger nord for Bianchinikrater. Vest-sydvest for Bougeur ligger Foucaultkrateret langs samme bred af maret, og næsten stik vest ligger det mere fremtrædende Harpaluskrater. Mod vest ligger også La Condaminekrateret. 

## Karakteristika
Det er et forholdsvis ungt krater med en klart markeret rand. Det er ret cirkulært, men med lette udadgående buler mod øst, nord-nordvest og sydvest. Der er tegn på nedskridning i den østlige bule. Kraterbunden omfatter omkring halvdelen af kraterdiameteren og er ret jævn og uden særlige træk.

## Satellitkratere
De kratere, som kaldes satellitter, er små kratere beliggende i eller nær hovedkrateret. Deres dannelse er sædvanligvis sket uafhængigt af dette, men de får samme navn som hovedkrateret med tilføjelse af et stort bogstav. På kort over Månen er det en konvention at identificere dem ved at placere dette bogstav på den side af satellitkraterets midte, som ligger nærmest hovedkrateret. Bouguerkrateret har følgende satellitkratere:
| Bouguer | Længde  | Bredde  | Diameter |
| ------- | ------- | ------- | -------- |
| A       | 52,5° N | 33,8° V | 8 km     |
| B       | 53,3° N | 33,0° V | 7 km     |

## Måneatlas
- Billeder af Bouguerkrateret i LPI-måneatlasset